# Texas to Bataan
Texas to Bataan è un film del 1942 diretto da Robert Emmett Tansey.
È un film western statunitense con John 'Dusty' King, David Sharpe (che sostituisce Ray Corrigan) e Max Terhune (accreditato come Max 'Alibi' Terhune). Fa parte della serie di 24 film western dei Range Busters, realizzati tra il 1940 e il 1943 e distribuiti dalla Monogram Pictures.

## Produzione
Il film, diretto da Robert Emmett Tansey su una sceneggiatura e un soggetto di Arthur Hoerl, fu prodotto da George W. Weeks per la Monogram Pictures tramite la società di scopo Range Busters Il brano della colonna sonora Me and My Pony fu composto da John King (parole e musica); Home on the Range da Dr. Brewster M. Higley e Daniel E. Kelly.

## Distribuzione
Il film fu distribuito negli Stati Uniti dal 16 ottobre 1942 al cinema dalla Monogram Pictures. È stato distribuito anche in Grecia con il titolo O cow-boys sto Bataan e nel Regno Unito con il titolo The Long, Long Trail.

## Promozione
La tagline è: "Blasting their way to fame and glory on dangerous bataan!!!".